# Meromyza coronoseta
Meromyza coronoseta är en tvåvingeart som beskrevs av Hubicka 1969. Meromyza coronoseta ingår i släktet Meromyza och familjen fritflugor. Inga underarter finns listade i Catalogue of Life.